# China Railways SS7
Le Shaoshan 7 (en chinois :韶山7) est un type de locomotive électrique utilisée sur le système ferroviaire national de la république populaire de Chine. Ils sont largement utilisés sur les lignes électrifiées du sud-ouest de la Chine.

## Design
La design de la SS7 a été influencée par la 6K, un modèle de locomotive électrique importé du Japon. 
Le premier SS7 a été construit en 1992 à Datong. En 1997, les SS7 ont été utilisés dans le chemin de fer Nanning-Kunming. Cependant, les échecs fréquents du SS7 ont conduit Datong Electric Locomotive Works à apporter des améliorations aux SS7. L'échec a été réduit à seulement quatre cas en un an en 2004.
La locomotive électrique SS7 était encore produite en 2007. La plupart des SS7 appartiennent au dépôt de locomotives de Liuzhou, au bureau des chemins de fer de Nanning.  Les deux derniers SS7 (8112 et 8113) appartiennent au chemin de fer Xiaoyi-Liulin, situé dans le Shanxi.

## Dérivés
Les dérivés de SS7 incluent SS7B, SS7C, SS7D et SS7E.

### SS7B
En 1997, Datong Electric Locomotive Works a développé la locomotive électrique SS7B. Il n'y avait que deux SS7B fabriqués, les deux SS7B chargeant chaque essieu de 25 tonnes. 
Au début, deux SS7B appartenaient au Kunming Locomotive Depot, Kunming Railway Bureau. Plus tard, les deux SS7B ont été transférés au Nanning Locomotive Depot, Nanning Railway Bureau. En 2005, la SS7B-0001 a été détruit dans un accident survenu sur le chemin de fer Nanning-Kunming,.

### SS7C
En 1998, Datong Electric Locomotive Works et Zhuzhou Electric Locomotive Research Institute, Chengdu Locomotive et Rolling Stock Works ont développé la locomotive électrique SS7C. 171 SS7C ont été fabriqués.
La charge par essieu de chaque axe des SS7C est de 22 tonnes et prend en charge la puissance de tête.

### SS7D
En 1999, Datong Electric Locomotive Works et Zhuzhou Electric Locomotive Research Institute, Chengdu Locomotive and Rolling Stock Works ont développé la locomotive électrique SS7D. 59 SS7D ont été fabriqués et appartiennent au dépôt de locomotives de Xi'an, bureau des chemins de fer de Xi'an.
SS7D utilise une conception légère, chaque axe charge par essieu 21 tonnes et prend en charge la puissance de tête. Sa vitesse maximale est de 170 km/h.

### SS7E
En 2001, Datong Electric Locomotive Works et Dalian Electric Traction R & D Center, Dalian Locomotive & Rolling Stock Works ont développé la locomotive électrique SS7E. 146 SS7E ont été fabriqués.
SS7E utilise une conception légère, mais sa disposition d'essieu est Co'Co'. Chaque axe charge par essieu 21 tonnes et prend en charge la puissance de tête. Sa vitesse maximale est de 170 km/h.

## Locomotive nommée
- SS7-0076, "Drapeau rouge du 4 mai" (chinois :五四红旗号).
- SS7D-0631, "Steelers Iron Horse" (chinois :钢人铁马号).

## Galerie

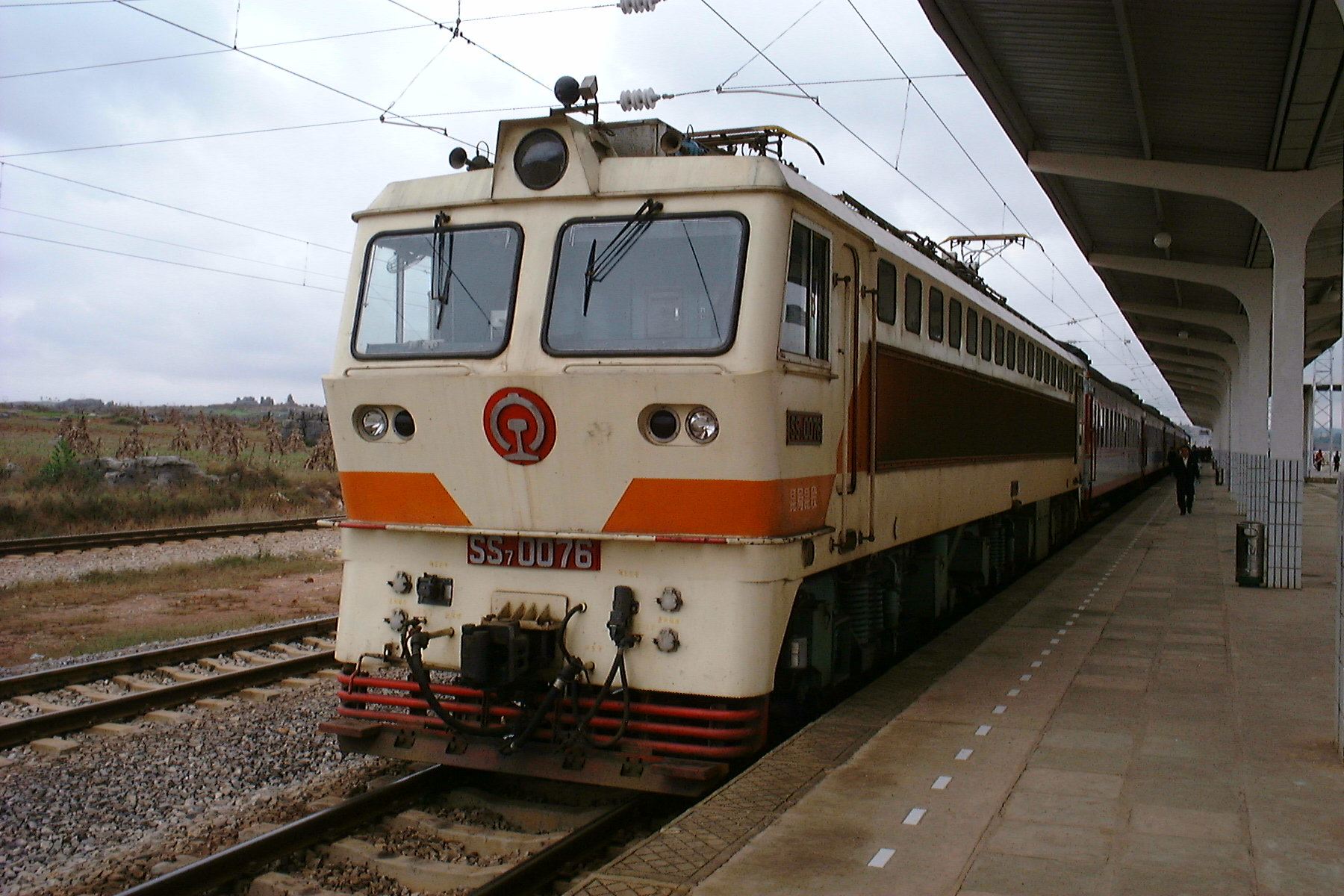
"Drapeau rouge du 4 mai", Shilin, 1999
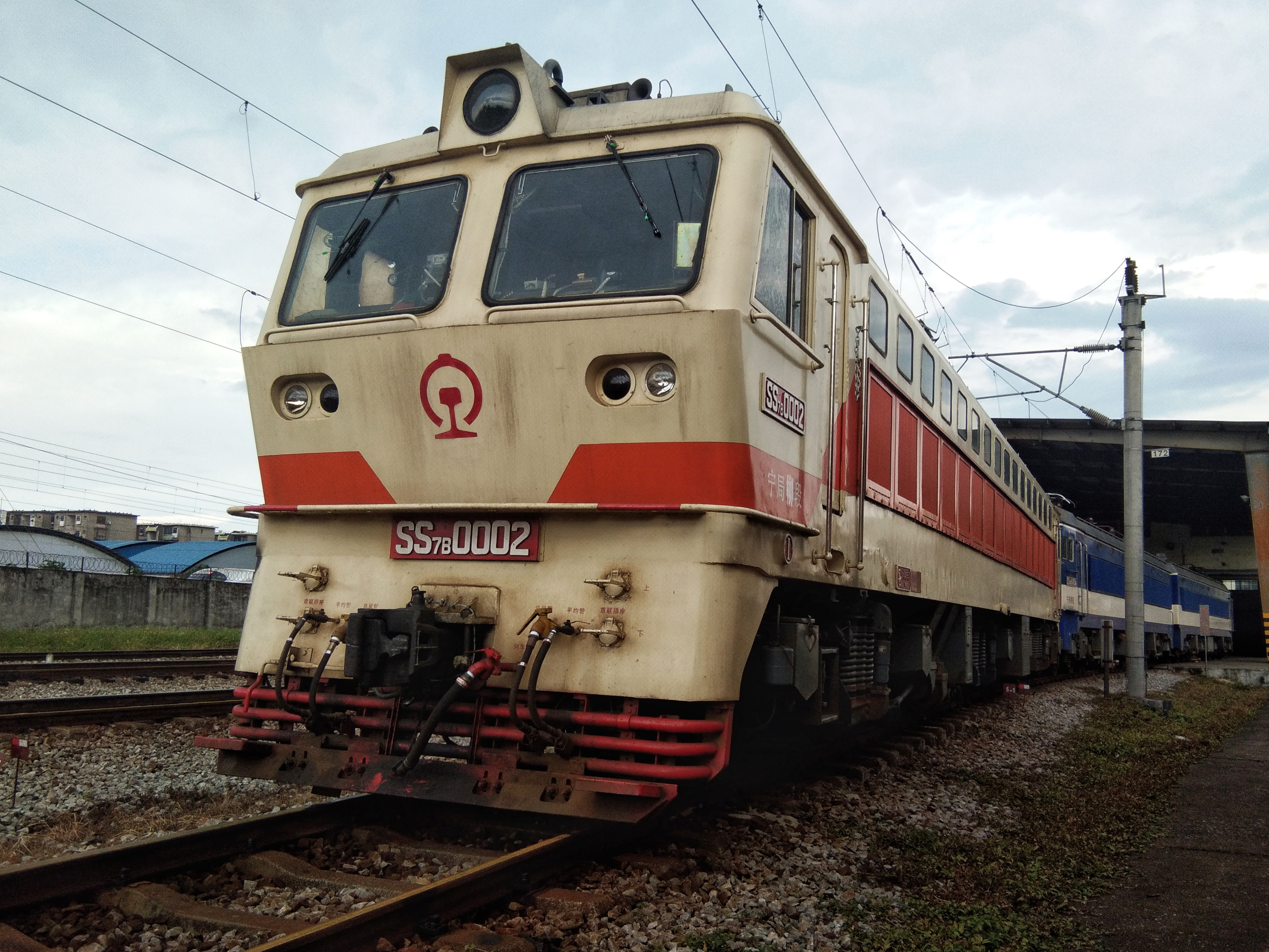
SS7B-0002, Mai 2018
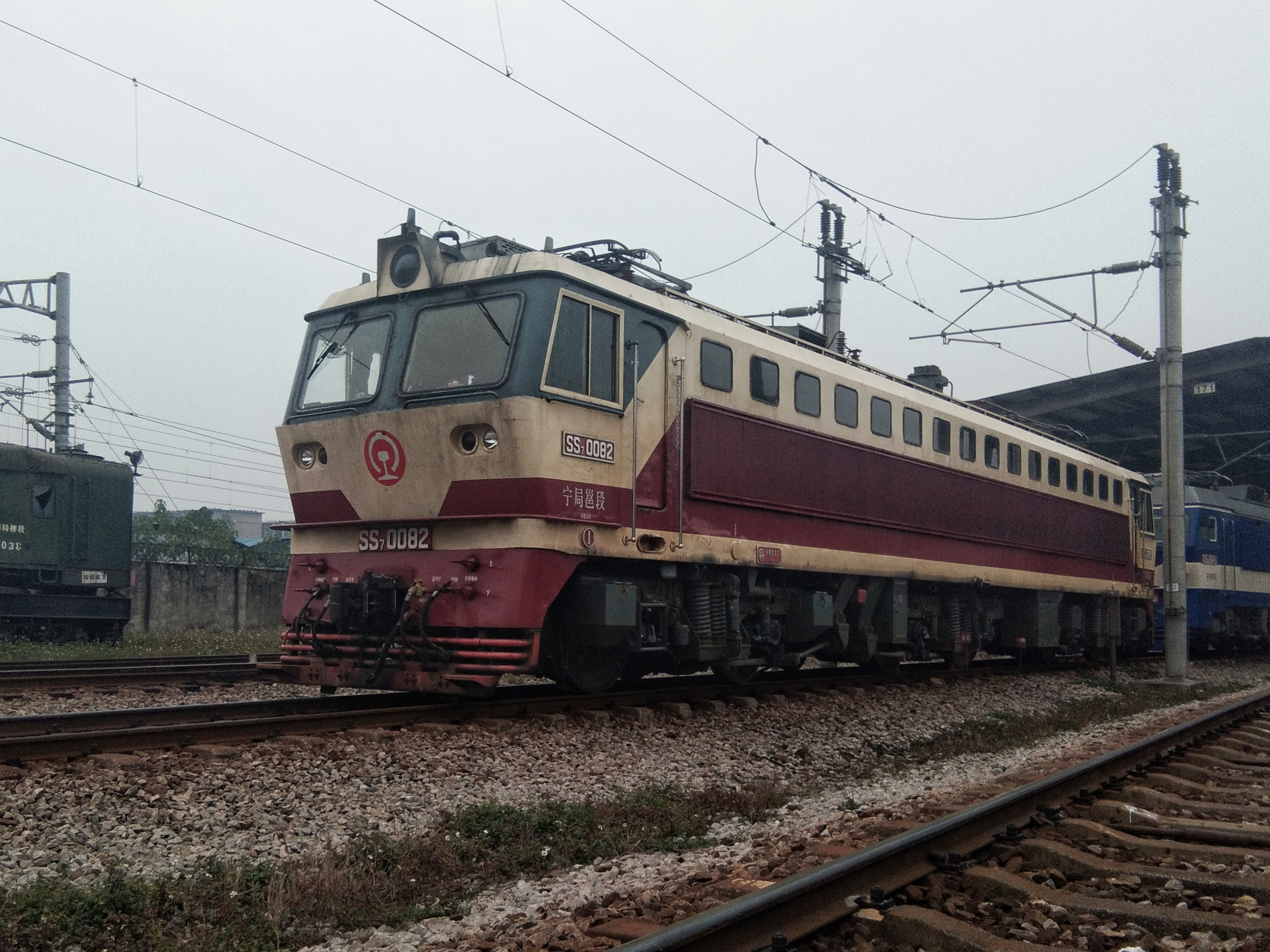
Locomotive SS7-0082[1].
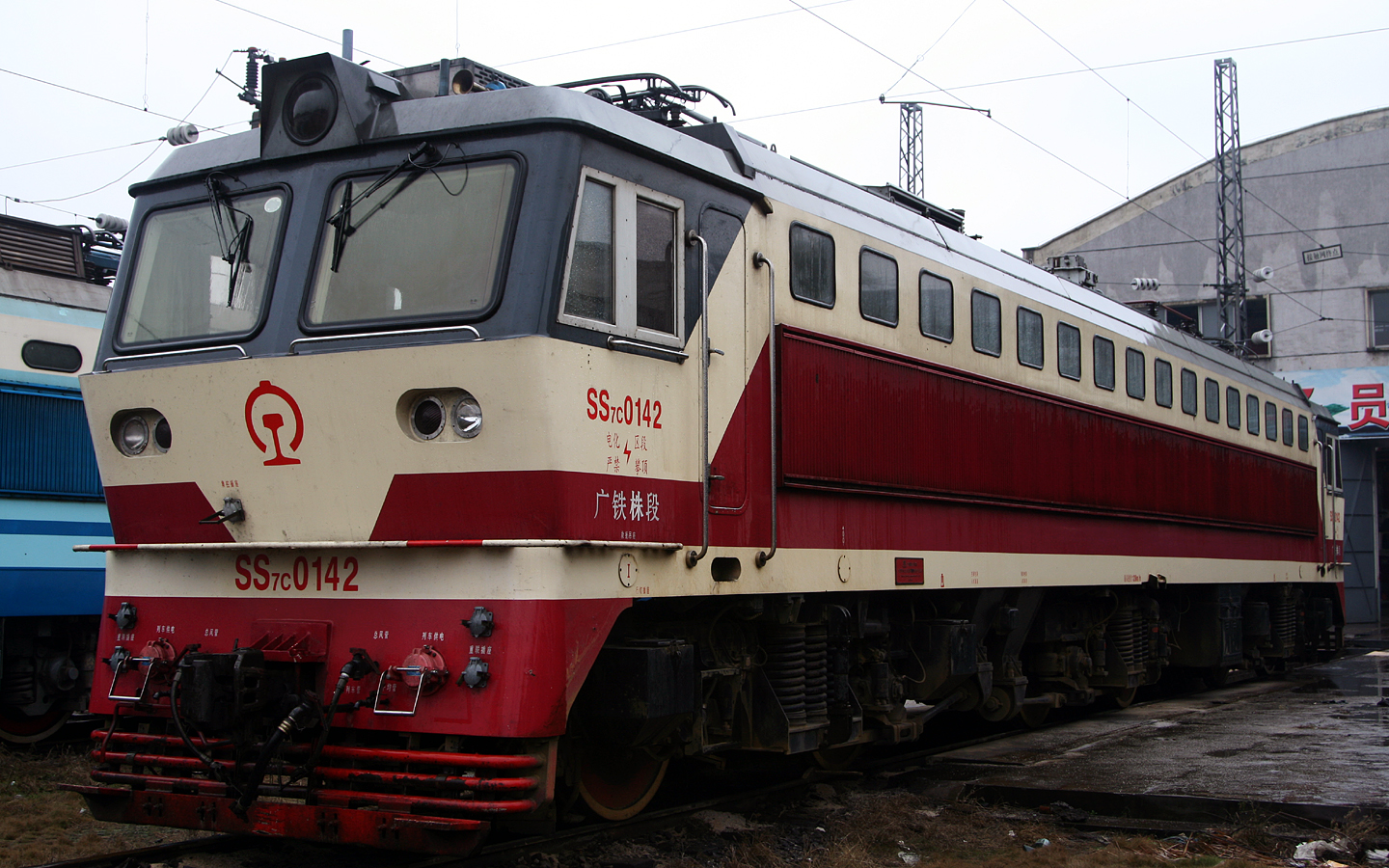
Locomotive SS7C-0142.
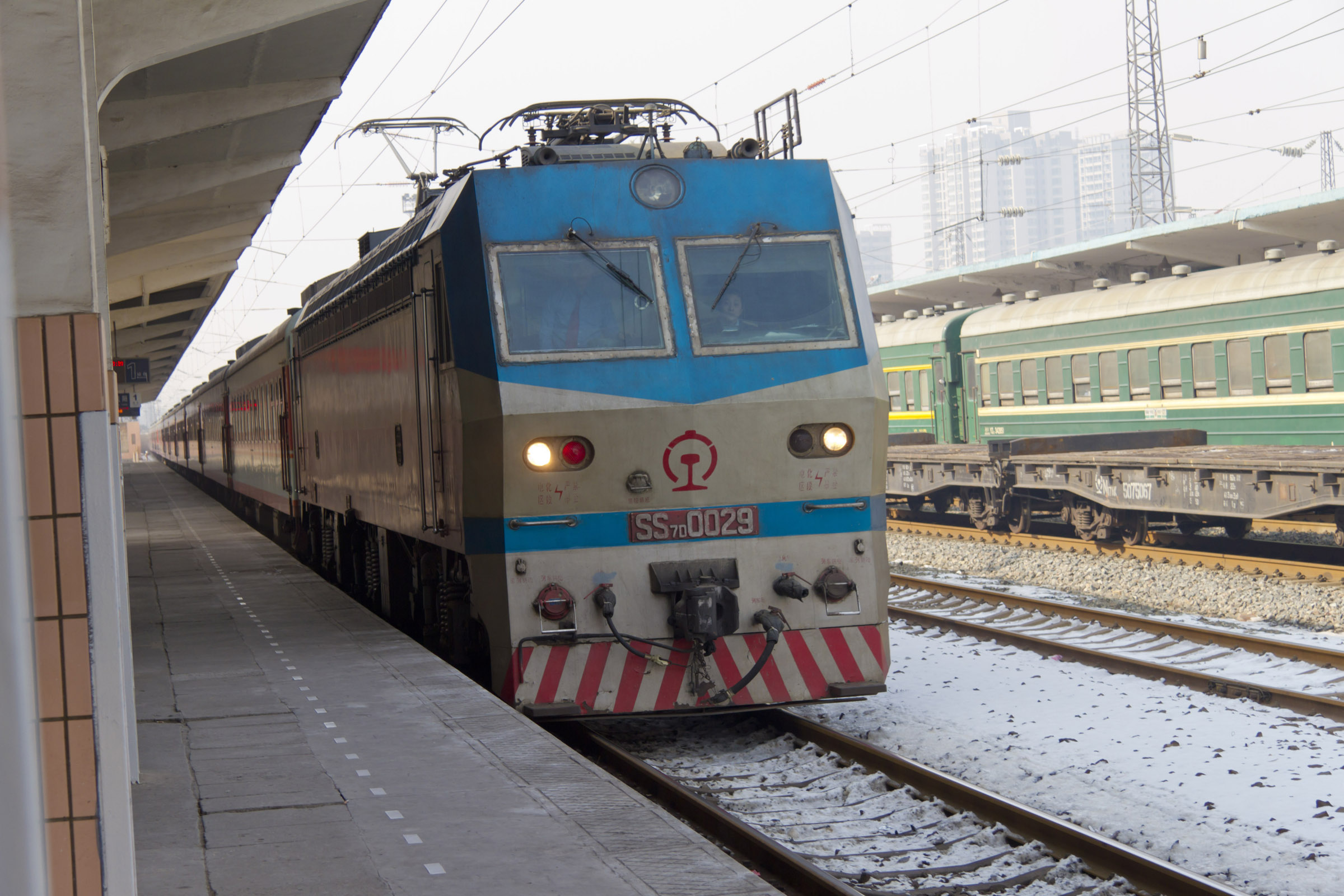
La locomotive SS7D-0029 dans une gare au Xianyang.
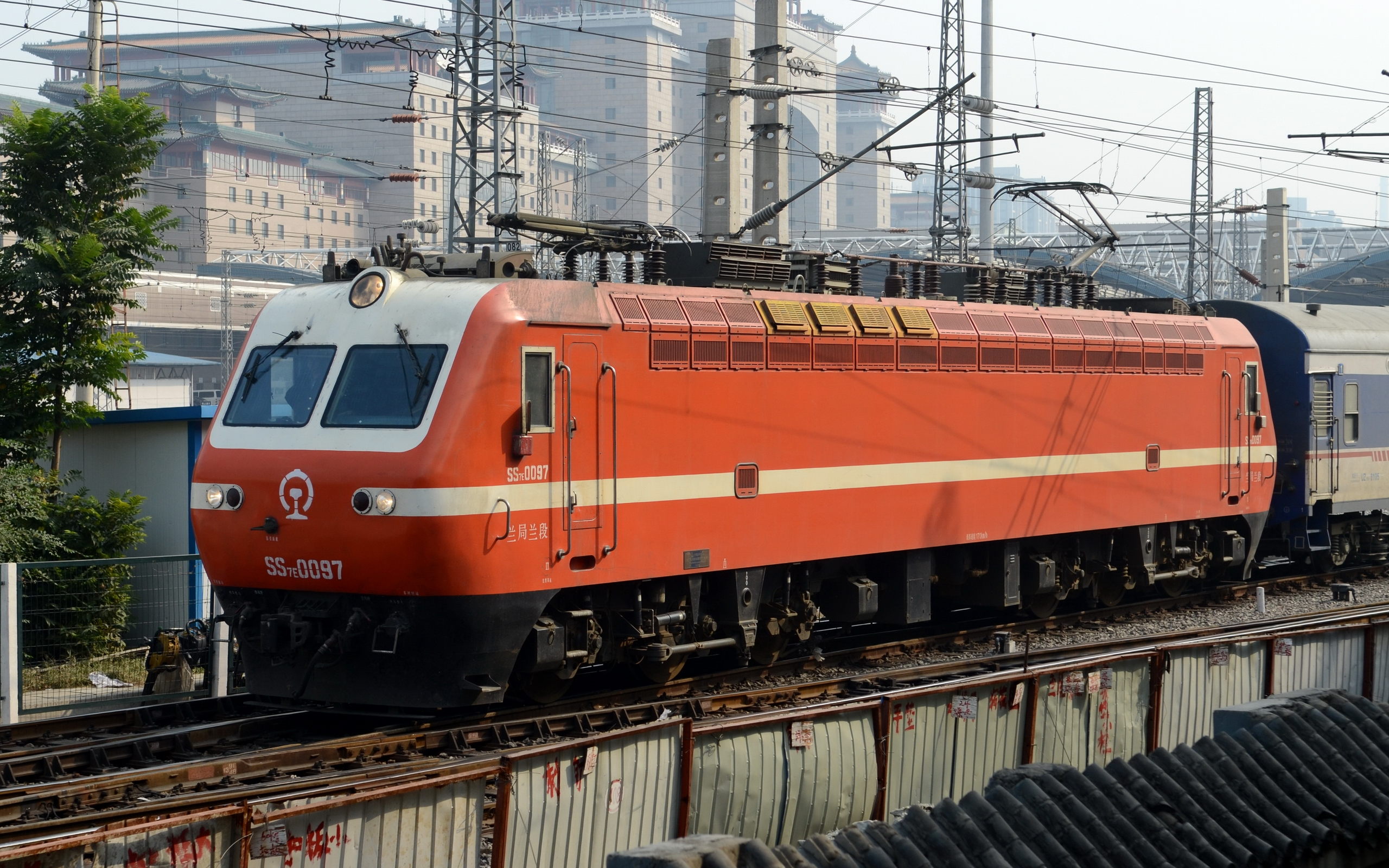
La locomotive SS7E-0097.

## Fabricants
Les SS7 ont été fabriqués par plusieurs sociétés :
- Datong Electric Locomotive Works (la plupart des SS7).
- Dalian Locomotive & Rolling Stock Works (série 7000 de la locomotive électrique SS7E.)

## Sources et références
1. 1 2  SS7型电力机车 _trainnets.com
2. ↑  Include SS7B-0002.
3. ↑  SS7B型电力机车 _trainnets.com
4. ↑  一列货车颠覆致使南昆铁路中断
5. ↑  南昆线45224次货物列车脱轨重大事故